# 鈕琇
鈕琇（1644年—1704年），字玉樵，一字書誠，斋名臨野堂，江蘇吳江縣南麻鎮（今江蘇省吳江市縣盛澤）人。清代文學家、官員。

## 生平
順治元年（1644年）出身於一個書香家庭，父钮宏儒。康熙十一年（1672年）壬子拔貢生。師從徐元文。康熙十九年，任河南項城縣知縣。康熙二十四年丁忧，上司欲奪情，不許。三年後改任陕西白水县知县。後官廣東高明縣知縣。為官清廉，捐俸添置牛、種、耕具等，勸百姓復業，頗有政聲。康熙四十三年（1704年）病卒于高明县县令任上。孑然一身，数年后方得归葬。高明人祀之於名宦祠。
鈕琇“博雅，工詩文，簿書之閒，不廢筆墨”。康熙三十九年（1700年）完成笔记小说《觚賸》正編，另著《觚賸续编》等；《觚賸》一书，记述明末清初杂事，可補正史之闕，《四库全书总目提要》称《觚賸》为文“幽艳凄动，有唐人小说之遗。”又著《临野堂集》13卷、《文集》10卷、《诗余》2卷、《白水县志》14卷。《虞初新志》选录其作品。